# سان-إيلوا (آن)
سان-إيلوا (بالفرنسية: Saint-Éloi)‏ هي بلدية فرنسية تقع في إقليم الآن. رمز إنسي لها هو:1349. أما الرمز البريدي لها فهو: 1800.